# Claudia Sobrero, cuchillera
Claudia Sobrero, cuchillera es el tercer capítulo de la primera temporada de la serie de televisión argentina Mujeres asesinas. Este episodio se estrenó el 2 de agosto de 2005. Claudia Sobrero es la responsable de la muerte del dibujante Lino Palacio, ya que ella lo apuñalo, como a su esposa.
En el libro de Mujeres asesinas, este capítulo recibe el nombre de Claudia Sobrero, cuchillera, al igual que en el capítulo de televisión.
Este episodio fue protagonizado por Dolores Fonzi en el papel de asesina. Coprotagonizado por Pablo Rago, Alejo Ortiz y María Onetto. También, contó con las actuaciones especiales de Daniel Tedeschi y la primera actriz Perla Santalla. Y la participación de Pedro Segni.

## Desarrollo

### Trama
Claudia (Dolores Fonzi) es una joven sin límites; ella está en pareja con Jorge (Alejo Ortiz), con quien tiene una hija. Además, ella tiene otra hija de su matrimonio anterior. Ambos consumen cocaína, no trabajan y viven la vida como una eterna adolescencia. Para conseguir dinero, deciden robarle a los abuelos de Jorge, y elaboran un plan: cuando los abuelos se vayan de vacaciones, éstos van por la plata. Finalmente lo logran satisfactoriamente. Pero a raíz de esto, Claudia quiere más y le propone hacerlo de nuevo. Jorge por su parte se da cuenta de que ya es demasiado y decide poner fin a esto. Claudia ofendida lo deja e incluso abandona a sus propias hijas. En ese momento es que conoce a otro muchacho (Pablo Rago); ella le plantea volver a robar la misma casa. Para ello Claudia formula un nuevo plan: conociendo los pasos de los abuelos, sabe que los sábados por la noche ellos salen a tomar algo. Finalmente van para la casa los dos, junto con otro amigo, y esperan; pero los abuelos no salen esta vez y Claudia se desespera; decide entrar igual. Cuando entran intentan robarles y en un instante de locura Claudia comienza a acuchillar al abuelo y luego a su señora.

### Condena
Claudia Sobrero purga una pena de reclusión perpetua por tiempo indeterminado. Es la mujer que lleva más tiempo encarcelada en el país. Gracias a su buena conducta en prisión y a una reforma legal, había logrado acceder a la libertad condicional, con 21 años de prisión cumplidos, pero en 2007 volvió a ser detenida por robo. Actualmente está rehabilitada, reformada socialmente e intenta reintegrase en la sociedad y tiene salidas de prisión transitorias. Oscar Odín Muñoz fue condenado a reclusión perpetua. Pablo Zapata, pocos días después de ser apresado, se ahorcó con una sábana en su celda de la cárcel de Caseros.

## Elenco
- Dolores Fonzi
- Pablo Rago
- Perla Santalla
- Alejo Ortiz
- Daniel Tedeschi
- Pedro Segni
- María Onetto

## Adaptaciones
- Mujeres asesinas (Colombia): Claudia, la cuchillera - Manuela González
- Mujeres asesinas (México): Claudia, cuchillera - Natalia Esperón